# Kanton Vaison-la-Romaine
Der Kanton Vaison-la-Romaine ist eine französische Verwaltungseinheit des Départements Vaucluse in der Region Provence-Alpes-Côte d’Azur. Er hat den Hauptort Vaison-la-Romaine und wurde 2015 im Rahmen einer landesweiten Neugliederung der Kantone von 13 auf 29 Gemeinden erweitert. 

## Gemeinden
Der Kanton besteht aus 29 Gemeinden mit insgesamt 28.397 Einwohnern (Stand: 1. Januar 2022) auf einer Gesamtfläche von 445,60 km²:
| Gemeinde                   | Einwohner 1. Januar 2022 | Fläche km² | Dichte Einw./km² | Code INSEE | Postleitzahl |
| -------------------------- | ------------------------ | ---------- | ---------------- | ---------- | ------------ |
| Beaumont-du-Ventoux        | 307                      | 28,16      | 11               | 84015      | 84340        |
| Brantes                    | 86                       | 28,18      | 3                | 84021      | 84390        |
| Buisson                    | 256                      | 9,49       | 27               | 84022      | 84110        |
| Cairanne                   | 1.121                    | 22,51      | 50               | 84028      | 84290        |
| Camaret-sur-Aigues         | 4.549                    | 17,53      | 259              | 84029      | 84850        |
| Crestet                    | 418                      | 11,48      | 36               | 84040      | 84110        |
| Entrechaux                 | 1.164                    | 14,91      | 78               | 84044      | 84340        |
| Faucon                     | 454                      | 8,65       | 52               | 84045      | 84110        |
| Gigondas                   | 435                      | 27,14      | 16               | 84049      | 84190        |
| La Roque-Alric             | 51                       | 4,87       | 10               | 84100      | 84190        |
| Lafare                     | 127                      | 4,54       | 28               | 84059      | 84190        |
| Le Barroux                 | 663                      | 16,04      | 41               | 84008      | 84330        |
| Malaucène                  | 2.759                    | 45,33      | 61               | 84069      | 84340        |
| Puyméras                   | 584                      | 14,59      | 40               | 84094      | 84110        |
| Rasteau                    | 791                      | 18,81      | 42               | 84096      | 84110        |
| Roaix                      | 622                      | 5,83       | 107              | 84098      | 84110        |
| Sablet                     | 1.433                    | 11,10      | 129              | 84104      | 84110        |
| Saint-Léger-du-Ventoux     | 27                       | 19,29      | 1                | 84110      | 84390        |
| Saint-Marcellin-lès-Vaison | 335                      | 3,56       | 94               | 84111      | 84110        |
| Saint-Romain-en-Viennois   | 860                      | 9,00       | 96               | 84116      | 84110        |
| Saint-Roman-de-Malegarde   | 339                      | 8,21       | 41               | 84117      | 84290        |
| Savoillan                  | 74                       | 8,81       | 8                | 84125      | 84390        |
| Séguret                    | 773                      | 21,04      | 37               | 84126      | 84110        |
| Suzette                    | 111                      | 6,75       | 16               | 84130      | 84190        |
| Travaillan                 | 721                      | 17,65      | 41               | 84134      | 84850        |
| Vacqueyras                 | 1.192                    | 8,97       | 133              | 84136      | 84190        |
| Vaison-la-Romaine          | 5.920                    | 26,99      | 219              | 84137      | 84110        |
| Villedieu                  | 480                      | 11,38      | 42               | 84146      | 84110        |
| Violès                     | 1.745                    | 14,79      | 118              | 84149      | 84150        |
| Kanton Vaison-la-Romaine   | 28.397                   | 445,60     | 64               | 8416       | –            |

Bis zur landesweiten Neuordnung der Kantone 2015 bestand der Kanton Vaison-la-Romaine aus folgenden 13 Gemeinden: Buisson, Cairanne, Crestet, Faucon, Puyméras, Rasteau, Roaix, Saint-Marcellin-lès-Vaison, Saint-Romain-en-Viennois, Saint-Roman-de-Malegarde, Séguret, Vaison-la-Romaine und Villedieu. Sein Zuschnitt entsprach einer Fläche von 171,54 km2. Er besaß vor 2015 einen anderen INSEE-Code als heute, nämlich 8421.